# Deportes Unión La Calera
Il Deportes Unión La Calera S.A.D.P. è una società calcistica cilena, con sede a La Calera. Milita nella Primera División, la massima serie del calcio cileno.

## Storia
Fondato nel 1954, non ha mai vinto trofei nazionali.

## Palmarès

### Competizioni nazionali
- Primera B: 1

2017

### Altri piazzamenti
- Campionato cileno:

Secondo posto: 2020
- Copa Chile:

Semifinalista: 1960
- Primera B:

Secondo posto: 1955, 2010
Terzo posto: 2004

## Rosa 2023
| N. |                      | Ruolo | Calciatore         |
| -- | -------------------- | ----- | ------------------ |
| 1  | Argentina (bandiera) | P     | Fernando Otárola   |
| 2  | Argentina (bandiera) | D     | Hernán Lopes       |
| 3  | Argentina (bandiera) | D     | Juan Pablo Freytes |
| 4  | Argentina (bandiera) | D     | Santiago García    |
| 5  | Cile (bandiera)      | D     | Leandro Díaz       |
| 6  | Cile (bandiera)      | D     | Patricio Flores    |
| 7  | Cile (bandiera)      | A     | Esteban Valencia   |
| 9  | Argentina (bandiera) | A     | Lucas Passerini    |
| 12 | Cile (bandiera)      | P     | Omar Carabalí      |
| 14 | Cile (bandiera)      | D     | Nicolás Peñailillo |
| 15 | Argentina (bandiera) | A     | Sebastián Lomónaco |
| 17 | Cile (bandiera)      | D     | Francisco Salinas  |
| 18 | Argentina (bandiera) | A     | Diego Buonanotte   |
| 20 | Cile (bandiera)      | C     | Brayan Garrido     |
| 21 | Cile (bandiera)      | C     | César Pérez        |

| N. |                      | Ruolo | Calciatore         |
| -- | -------------------- | ----- | ------------------ |
| 22 | Cile (bandiera)      | C     | Nicolás Orellana   |
| 23 | Cile (bandiera)      | D     | Tomás Asta-Buruaga |
| 25 | Cile (bandiera)      | P     | Joshua Tapia       |
| 27 | Cile (bandiera)      | C     | Abel Moreno        |
| 32 | Cile (bandiera)      | C     | Thomas Rodríguez   |
|    | Cile (bandiera)      | C     | Matías Cavalleri   |
|    | Cile (bandiera)      | C     | Juan Carlos Gaete  |
|    | Cile (bandiera)      | D     | John Salas         |
|    | Argentina (bandiera) | C     | Nelson Acevedo     |
|    | Cile (bandiera)      | C     | Enzo Ferrario      |
|    | Argentina (bandiera) | C     | Alejo Antilef      |
|    | Cile (bandiera)      | C     | Bairo Riveros      |
|    | Cile (bandiera)      | D     | Luis Robles        |
|    | Cile (bandiera)      | C     | Óscar Aravena      |